# پاربیگ
پاربیگ (به لاتین: Parbig) یک رود در روسیه است که در استان تومسک واقع شده‌است.